# Union des étudiant-e-s de Suisse
L'Union des étudiant-e-s de Suisse dite UNES (Verband der Schweizer Studierendenschaften ou VSS en allemand ; Unione Svizzera degli studenti di scuole universitare, ou USU en italien ; Uniun svizra da studentas e students, ou USS en romanche) est la principale Organisation de représentation étudiante de Suisse. Elle est membre de l'ESU (European Students Union). L'UNES représente depuis 1920 les intérêts des étudiants en Suisse.

## Histoire

### Avant la création de l'actuelle UNES
Dès 1892, une première fédération des associations d'étudiants suisses est fondée afin de relier les représentations d'étudiants de Suisse, alors organisées de manière assez lâche. Elle semble avoir cessé d'exister vers 1898. Pendant sa courte existence, elle se consacre en premier lieu à l'entretien des contacts mutuels ainsi qu'à la tentative infructueuse de fonder une coopérative d'achat de littérature scientifique.
Dans les années qui suivent, des querelles entre les sociétés d'étudiants et le « freistudentische Bewegung » (« mouvement des étudiants libres ») empêchent la création de représentations d'étudiants unifiées, notamment dans les grandes universités de Suisse alémanique, à Bâle, Berne et Zurich,,.
Des associations représentatives n'existent qu'à l'EPFZ et à l'université de Fribourg (cette dernière n'ayant toutefois qu'un volume d'activités modeste),. Ce n'est que pendant et peu après la fin de la Première Guerre mondiale qu'une véritable « vague de création » d'associations d'étudiants de droit public avec affiliation obligatoire (et donc une base organisationnelle et financière solide) voit le jour dans presque toutes les universités de Suisse,,,.

### De la fondation à la Seconde Guerre mondiale
Le 19 juin 1920, l'actuelle UNES est fondée à Zurich sous le nom de Fédération suisse des étudiants (en allemand : Verband der Schweizerischen Studentenschaften). Les membres fondateurs sont les associations d'étudiants de l'EPFZ ( le VSETH), de la Haute école de commerce de St-Gall, des universités de Neuchâtel et de Zurich ainsi que la Federazione Gioliardica Ticinese, la représentation des étudiant-e-s italophones. L'idée sociale de l'entraide estudiantine (également déterminante pour les associations d'étudiants individuelles) et l'idée de la Société des Nations sont les principaux moteurs de la création de l'association. En conséquence, l'UNES adhère à la Confédération internationale des étudiants dès 1921.
Au cours des années suivantes, les organisations d'étudiants des autres universités, qui étaient au début encore à l'écart ou qui devaient tout d'abord se former, rejoignent également l'UNES. De 1931 à 1969, l'UNES représente tous les étudiants de toutes les hautes écoles universitaires de Suisse.
Durant les premières décennies de son existence, l'UNES se concentre sur le travail pratique en faveur des étudiants. Ainsi, elle encourage et coordonne le sport universitaire suisse, propose des voyages bon marché aux étudiants, fait office de service d'édition suisse pour la carte d'étudiant internationale, fonde une centrale de thèses et tente (comme son prédécesseur qui avait échoué à la fin du 19e siècle) d'obtenir des prix plus bas pour les livres destinés aux étudiants. Elle participe de manière déterminante à la création du sanatorium universitaire pour les étudiants tuberculeux à Leysin et de la Maison Suisse à la Cité internationale universitaire de Paris. L'UNES se montre solidaire des étudiants étrangers (principalement par le biais de collectes de fonds), ainsi que des populations montagnardes suisses, qu'elle soutient dans le cadre de « colonies de travail » étudiantes organisées chaque année.
Au début des années 1930, le mouvement frontiste extrémiste de droite compte de nombreux partisans dans les universités,,. Le Front national, le principal parti fasciste de Suisse, est fondé par des fonctionnaires étudiants zurichois. On ne sait toutefois pas dans quelle mesure ces tendances influencent également le travail de l'UNES. Toujours est-il que l'association s'exprime à plusieurs reprises de manière critique sur la politique de l'Allemagne nationale-socialiste, par exemple à l'occasion de l'assassinat du fondateur du Studentenwerk de Munich Fritz Beck, de la répression contre les étudiants en Norvège occupée et surtout lors d'ingérences allemandes dans les affaires intérieures de la Suisse. De manière générale, l'UNES et ses organisations membres - alors fortement liées à l'élite suisse, - soutiennent avec conviction la Défense spirituelle.

### L'UNES dans l'après-guerre
Ce n'est qu'à partir de la deuxième moitié des années 1940 que des étudiantes sont régulièrement élues à des postes de l'UNES. Certes, l'UNES a eu une vice-présidente féminine lors de sa création (Marguerite Roséda), mais par la suite, le comité de l'UNES est resté un organe exclusivement masculin pendant plus d'un quart de siècle.
Dans l'après-guerre également, les activités pratiques constituent une part importante du travail de l'UNES. Alors que les colonies de travail cessent au milieu des années 1950, les voyages d'étudiants connaissent un fort essor. Peu après la fin de la Seconde Guerre mondiale, l'UNES organise déjà des échanges d'étudiants dans presque tous les pays d'Europe. Pour répondre aux exigences croissantes en matière d'organisation, l'UNES et plusieurs associations d'étudiants fondent en 1962 le Service Suisse du Tourisme pour Etudiants (SSTE) en tant que coopérative indépendante.
La coopération internationale entre étudiants se retrouve rapidement dans l'ombre de la guerre froide. L'UNES refuse d'adhérer à l'Union internationale des étudiants (IUS), dominée par les communistes, et rejoint à la place l'International Student Conference (ISC), pro-occidentale, où elle tente toutefois longtemps de rester neutre sur les « questions politiques ». Après le soulèvement populaire hongrois de 1956, l'UNES et ses membres organisent des actions d'aide de grande envergure, notamment pour soutenir les étudiants réfugiés. À partir de la deuxième moitié des années 1950, l'UNES complète son anticommunisme par une critique des dictatures de droite (régime de l'apartheid) ainsi que des puissances coloniales européennes (guerre d'Algérie).
Alors que les activités internationales peuvent être rattachées à une tradition remontant à la fondation de l'association, il en va autrement de l'engagement en matière de politique sociale et universitaire, qui est une véritable nouveauté. Les discussions à ce sujet au sein de l'UNES dans l'entre-deux-guerres, pour autant qu'elles aient eu lieu, avaient été marquées par une attitude conservatrice. Une nouvelle orientation se dessine cependant à la fin de la Seconde Guerre mondiale. Au vu de l'engagement important des étudiants dans le service actif pendant la guerre, l'UNES demande en 1945 l'introduction d'une assurance perte d'études pour les étudiants effectuant leur service militaire. En 1950, elle présente un premier concept pour un fonds national de prêts et de bourses.
Les revendications en matière de politique sociale et universitaire gagnent une dynamique supplémentaire dans les années 1960. Dans une brochure publiée à l'occasion de l'Exposition nationale de 1964 l'UNES qualifie de « impératif économique » un développement massif des hautes écoles. En 1966, elle demande une aide immédiate de 100 millions de francs pour les hautes écoles. En 1968, l'UNES lance, avec le VSETH, un référendum contre une nouvelle loi sur les EPF, notamment parce que celle-ci ne prévoit pas suffisamment de participation. Lors de la votation populaire du 1er juin 1969, les électeurs rejettent effectivement la loi avec 65,5 % de voix négatives, bien qu'on puisse se demander dans quelle mesure les votants partagent toutes les revendications des étudiants,. Peu après, l'UNES lance sa première initiative populaire fédérale, qui demande l'introduction d'allocations d'études remboursables indépendantes des parents, selon le « modèle lausannois ». L'initiative est déposée en mai 1972 avec le nombre de signatures nécessaires, mai le comité d'initiatives la retire en juillet 1974.
Au sein de l'UNES, un conflit permanent oppose la Suisse romande et la Suisse alémanique dans les années 1950 et 1960. Certes, les positions politiques des associations d'étudiants des deux régions linguistiques évoluent constamment vers la gauche, mais les sections francophones ont toujours « quelques années d'avance » sur les sections germanophones. Un compromis négocié à Lugano en 1960, à la suite duquel le siège de l'UNES est transféré de Zurich à Berne, n'apporte qu'un apaisement temporaire.

### La nouvelle gauche au sein du monde des étudiants organisés
Dès 1962, l'Action syndicale universitaire (ASU), qui considère les étudiants comme des travailleurs et revendique une orientation plus syndicale de la politique estudiantine, prend le contrôle de l'AGE de l'Université de Genève. À partir de 1967, l'ASU, de plus en plus radicale, se retire toutefois de la politique estudiantine institutionnelle. Sous son influence anarcho-syndicaliste et inspirées par Mai 68, les AGEs des universités de Genève et de Lausanne décident finalement de se dissoudre en 1969. Comme la Fédération des étudiants neuchâtelois (FEN) quitte en même temps l'UNES, la Suisse romande n'est plus représentée au sein de l'UNES que par l'AGEPOLY (EPFL) et l'AGEF bilingue de Fribourg pendant plus d'une décennie.
Dans les hautes écoles suisses alémaniques (ainsi qu'à l'université bilingue de Fribourg), de nouvelles formes d'action telles que les pique-niques de protestation font leur apparition au milieu des années 1960, tout d'abord en rapport avec des revendications concrètes spécifiques à l'université respective. Mais bientôt, les organisations d'étudiant-e-s adoptent une critique globale de la société et des universités dans un esprit gauchiste. Les associations d'étudiants se considèrent désormais comme une force d'opposition au sein de l'université,,,. A Bâle, la gauche, dominée par le POB communiste, fournit le comité directeur de l'association des étudiants à partir de 1969 et peut compter sur une majorité au parlement des étudiants à partir de 1971. En 1972, l'association des étudiants de l'université de Berne (SUB) a pour la première fois un comité directeur explicitement de gauche avec un programme marxiste.
Les autorités réagissent à diverses reprises à la nouvelle orientation des organisations étudiantes par la répression. Les organisations d'étudiant-e-s de l'université de Berne (SUB) et de l'EPFZ (VSETH) se voient retirer temporairement leur autonomie financière et sont parfois interdites de payer la cotisation de l'UNES,. En 1971, le président de la VSETH, en 1974 celui de la SUB sont exclus des études. Les associations d'étudiants de droit public des universités de Bâle et de Zurich sont même complètement dissoutes à la suite de plaintes d'étudiants droitistes. Les organisations qui leur succèdent, basées sur l'adhésion volontaire, ne parviennent pas à former un remplacement équivalent,.
Conformément à l'attitude de ses organisations membres, l'UNES défend de plus en plus des positions clairement à gauche. Ainsi, en 1971, deux représentants de l'UNES s'introduisent dans la réunion de la Conférence suisse des recteurs des hautes écoles affirmant que « les recteurs ne sont pas habilités à prendre des décisions qui toucheront principalement les classes ouvrière et moyenne et qui seront prises en fonctions des besoins de l’industrie privée. » En 1973, les étudiants de l'université de Saint-Gall, restés à droite, quittent l'UNES. Les associations d'étudiants proches de la droite et les sociétés d'étudiants tentent par la suite de mettre sur pied des organisations concurrentes de l'UNES, à savoir la Fédération des organisations d’étudiants libéraux suisses et l'Association faîtière des associations estudiantines suisses (AFOES), qui lui est étroitement liée.
Dans les années 1970 et 1980, la politique de formation reste le thème central de l'UNES. Régulièrement, l'UNES présente de vastes visions de réforme pour la politique universitaire, les méthodes didactiques, la recherche scientifique et le système éducatif en général (parfois même au-delà du domaine tertiaire). Outre ces projets ambitieux, l'UNES s'engage également dans des questions concrètes comme l'organisation de la formation médicale. C'est en 1985 qu'elle remporte son plus grand succès en empêchant, en collaboration avec d'autres associations de jeunesse, la suppression des subventions fédérales pour les bourses cantonales lors d'une votation populaire. Au niveau international, l'UNES se montre solidaire avec les étudiants du Sud (journée de protestation contre la répression de la dictature de Pinochet au Chili, brochure sur la situation au Salvador), mais aussi avec les personnes concernées par les « Berufsverbote » (interdiction d’employer des «radicaux de gauche» dans les fonctions publiques) en République fédérale d'Allemagne,. L'influence accrue du mouvement féministe depuis la fin des années 1970 / le début des années 1980, se fait sentir au sein de l'UNES par le biais d'une groupe de travail des femmes. En 1990, l'UNES change son nom officiel en Union nationale des étudiantEs de Suisse. En outre, à partir de 1991, une « session des femmes » des déléguées a eu lieu pendant quelques années avant les séances du Conseil des délégués de l'UNES.
En revanche, les prestations de service enregistrent une perte d'importance. Après une grève, l'UNES et ses membres cèdent en 1978 la majorité du service de voyage pour étudiants SSTE à ses collaborateurs (en 1998, le SSTE sera finalement privatisé et vendu à l'entreprise STA travel). La revue « Das Konzept », publiée conjointement par l'UNES et les organisations d'étudiants de l'université et de l'EPF de Zurich, connaît un certain succès. Elle devient en 1982 Die Wochenzeitung (WOZ), qui n'a cependant plus rien à voir avec l'UNES. En revanche, des projets tels qu'un guide de l'auto-stop publié en 1986 restent des actions isolées.

### Les années 1990 et 2000
Dans les années 1990, alors que la Suisse est en pleine crise économique, les activités de l'UNES (ainsi que celles de ses organisations membres,,) se concentrent de plus en plus sur la lutte contre les mesures d'économie et les réformes économiques libérales ainsi que sur la politique sociale. L'UNES ne parvient pas à réunir les signatures nécessaires pour la deuxième initiative sur les bourses d'études, lancée en 1991, ni pour un nouveau référendum contre la nouvelle loi sur les EPF, qui réduit la participation des étudiants aux décisions. Cependant, l'UNES s'engage massivement contre le numerus clausus et les efforts de révision de la loi sur l'assurance-chômage. En décembre 1994, l'UNES se retire de la Conférence universitaire suisse (CUS) pour protester contre l'introduction du numerus clausus. En 1996, à l'occasion de son 75e anniversaire, elle demande « A qui profite l'université ? »  et en 1998, elle organise une « semaine d'action contre la dégradation des conditions d'études ».
Sur le plan institutionnel, la fin de la guerre froide entraîne une certaine détente des fronts. L'association des étudiants de l'université de Berne (SUB) peut régler durablement son statut financier. L'AGEF fribourgeoise, au sein de laquelle les affrontements entre étudiants de gauche et de droite ont été particulièrement intenses dans les années 1980, se réorganise sur la base des « Fachschaften » (sections regroupant les étudiants des différentes domaine d'étude). En 1995, une association d'étudiants de droit public, la skuba, voit à nouveau le jour à Bâle. A l'université de Zurich, il faudra attendre 2011 (création de la VSUZH) pour que la même démarche soit entreprise. Les divergences politiques restent cependant virulentes, comme le montre la décision de VSETH de quitter l'UNES en 1998, à une courte majorité. De 2002 à 2008, le VSETH, l'AGEPOLY (EPF de Lausanne) et l'association des étudiants de l'université de Saint-Gall forment l'Association des étudiants des hautes écoles suisses (AES), une alternative « moins à gauche »  à l'UNES. Par la suite, les deux organisations d'étudiants des EPF reviennent à l'UNES. « De l'autre côté de l'échiquier politique », la CUAE, association faîtière et syndicat des étudiants de l'Université de Genève, quitte l'UNES en 2002, critquant une « manque de suivi et de cohérence politique sur certains dossiers » et « l'absence d'une ligne politique claire »,. La CUAE continue toutefois de collaborer avec l'UNES et ses sections. En 2016 la CUAE redevient membre de l'UNES.
L'engagement antinéolibéral de l'UNES, inspiré par des idées altermondialistes, prend une nouvelle orientation avec le processus de Bologne, qui débute en 1999 et a des conséquences radicales sur les hautes écoles suisses. L'UNES s'oppose à la réforme de Bologne et considère plutôt que la coopération et la coordination internationales en dehors de celle-ci sont judicieuses. En 2003, l'UNES organise des réunions d'information contre l'AGCS et en 2004, elle se prononce contre la nouvelle péréquation financière. Pour atteindre ses objectifs, l'UNES utilise aussi bien des moyens politiques et institutionnels que des moyens plus militants (blocage d'une séance de la Conférence universitaire en 2002),. Les occupations d'amphithéâtres de 2009, inspirées du modèle autrichien, sont toutefois organisées en grande partie sans la participation des associations d'étudiants officielles.
Dans les activités internationales de l'UNES, l'accent se déplace de plus en plus du travail de solidarité classique (pétition après le massacre de Tian'anmen en 1989, exposition sur la guerre civile algérienne en 1994) vers la coopération européenne, qui gagne nettement en importance avec le processus de Bologne et les accords bilatéraux. En 1983 déjà, l'UNES a adhéré au West European Student Information Bureau (WESIB), fondé peu de temps auparavant, qui s'est développé au fil du temps pour devenir l'actuelle Union des étudiants d’Europe (ESU). En 2016, l'UNES fournit pour la première fois la présidente de l'ESU en la personne de Lea Meister.
La création des hautes écoles spécialisées à partir de la fin des années 1990 élargit considérablement le monde des hautes écoles suisses. En 2002, l'Association des étudiants de la Haute école spécialisée zurichoise (VSZFH) est la première association d'étudiants des hautes écoles spécialisées à être admise au sein de l'UNES, suivie en 2004 par l'Association des étudiants des hautes écoles spécialisées bernoises (VSBFH) et en 2006 par students.fhnw, l'organisation des étudiants de la Haute école spécialisée du Nord-Ouest de la Suisse,.

### Développements depuis 2010
Au cours de la première moitié des années 2010, la (troisième) initiative sur les bourses d'études se trouve clairement au centre des activités de l'UNES. Celle-ci demande l'harmonisation des 26 systèmes cantonaux de bourses d'études afin d'aplanir les grandes différences cantonales en matière d'octroi de bourses. Lancée le 20 juillet 2010, l'UNES peut la déposer le 20 janvier 2012 avec plus de 117'000 signatures. Contrairement aux deux initiatives précédentes, elle est effectivement soumise au peuple et aux cantons, qui la rejettent toutefois clairement le 14 juin 2015. En lieu et place, un contre-projet indirect entre en vigueur.
Au milieu des années 2010, surtout après le rejet de l'initiative sur les bourses d'études, plusieurs organisations d'étudiant-e-s discutent d'une sortie de l'UNES. En effet, l'AGEF (Université de Fribourg), l'AGEPOLY (EPFL) ainsi que l'organisation des étudiant-e-s de l'Université de Lucerne (SOL) franchissent le pas, la SOL revenant cependant à l'UNES en 2019. En revanche, l'AOEHEPS, l'association faîtière des hautes écoles pédagogiques, rejoindra l'UNES en 2019, ce qui permettra pour la première fois au troisième type de hautes écoles d'être représenté au sein de l'association par sa propre organisation. L'évolution des positions politiques de certaines sections et la base de membres nettement plus large (par rapport aux décennies précédentes) ont pour conséquence que l'éventail des opinions politiques représentées au sein du comité de l'UNES s'élargit nettement au cours de la décennie.
Les priorités de l'engagement de l'UNES dans la deuxième moitié des années 2010 sont la lutte pour la réassociation de la Suisse au programme européen de mobilité Erasmus+ et au programme de recherche Horizon 2020, dont la Suisse est exclue après l'acceptation de l'Initiative populaire « Contre l'immigration de masse », l'engagement pour le développement durable ainsi que le projet « Perspectives - Études » , lancé à la suite des grands mouvements de réfugiés de 2015, qui s'engage pour l'accès aux hautes écoles des étudiants réfugiés.

## Structure
L'UNES représente au niveau de la Confédération les associations d'étudiants des hautes écoles spécialisées (HES), des hautes écoles pédagogiques (HEP), des écoles polytechniques fédérales (EPF) et des hautes écoles universitaires (HEU). Comme représentant national des associations des étudiants, l'UNES est membre d'ESU, l'Union des étudiants d’Europe. Elle est neutre en ce qui concerne la politique partisane, non discriminante et encourage l’égalité des chances. Elle respecte et veille à l'indépendance de ses membres et le soutien de ceux-ci par des actions collectives ou des activités particulières. L'UNES compte également des membres associés. Ces organisations représentent d'importants intérêts spécifiques des étudiants, comme l'Erasmus Student Network (ESN),.
Les décisions de fonds et stratégiques sont prises par l'assemblée des délégués qui se réunit deux fois par an,. Entre-deux siège le conseil des sections, où sont représentées les sections,.
Le Bureau exécutif de l'UNES est constitué du comité exécutif (cinq étudiants) et du secrétariat général (deux secrétaires généraux), mandaté politiquement par l'Assemblée des délégués.
Le travail de l'UNES est soutenu par quatre commissions thématiques,:
- commission internationale et de solidarité (CIS)
- commission Égalité (CODEG)
- commission de la politique des Hautes Écoles (HoPoKo)
- commission sociale (SoKo)

La commission de contrôle (CC) supervise la gestion de tous les organes de l'UNES. Elle garantit l'interprétation correcte des statuts et des règlements.

## Membres
Source:
- Genève : Conférence Universitaire des Associations d’EtudiantEs (CUAE)
- Lausanne : Fédération des Associations d'Étudiants de l'Université de Lausanne (FAE)
- Neuchâtel : Fédération des étudiants neuchâtelois (FEN)
- Bâle, Université : Studentische Körperschaft der Universität Basel (skuba), Association des étudiants de la FHNW (students.fhnw)
- Bâle/Olten/Windisch, HES :  Association des étudiants de la FHNW (students.fhnw)
- Berne, Université : Studierendenschaft der Universität Bern (SUB)
- Berne, HES : Association d’étudiants de la Haute École spécialisée bernoise (VSBFH)
- Lucerne : Studierendenorganisation der Universität Luzern (SOL)
- Zurich, Université : Verband der Studierenden der Universität Zürich (VSUZH)
- Zurich, EPF : Verband der Studierenden an der ETH Zürich (VSETH)
- Hautes écoles pédagogiques :  Association des Organisations Estudiantines des Hautes Ecoles Pédagogiques Suisse (AOEHEPS)

### Anciens membres
- Fribourg : Association générale des étudiants de Fribourg (AGEF), quitte l'UNES en 2014[93].
- Lausanne, EPF : Association Générale des Étudiant·e·s de l’École Polytechnique Fédérale de Lausanne (AGEPoly), quitte l'UNES en 2014[82].
- Zurich, HES : Association des étudiants de la Haute école spécialisée zurichoise (VSZFH), se dissout en 2011, son principal successeur VSZHAW n'adhèrant pas à l'UNES[94].
- St-Gall : Studentenschaft der Universität St. Gallen (SHSG), quitte l'UNES déjà en 1973[48].